# JPEG Network Graphics
JPEG Network Graphics (JNG) is een JPEG-gebaseerd bestandsformaat voor afbeeldingen dat nauw verwant is met PNG: het maakt gebruik van de PNG-bestandsstructuur (met een andere handtekening) om JPEG-bestanden in te sluiten.

## Network Graphics signatures
| Naam | Handtekening            | Handtekening                                    |
| Naam | hexadecimaal            | ASCII + C0, C1                                  |
| ---- | ----------------------- | ----------------------------------------------- |
| PNG  | 89 50 4E 47 0D 0A 1A 0A | Horizontale Tab (HT) \| 0x80 "PNG" CR LF SUB LF |
| MNG  | 8A 4D 4E 47 0D 0A 1A 0A | LF \| 0x80 "MNG" CR LF SUB LF                   |
| JNG  | 8B 4A 4E 47 0D 0A 1A 0A | Verticale Tab (VT) \| 0x80 "JNG" CR LF SUB LF   |

JNG heeft geen geregistreerd MIME-mediatype, maar image/x-jng kan gebruikt worden.